# Majd sportive de Sidi Bouzid
 (août 2024).
Si vous disposez d'ouvrages ou d'articles de référence ou si vous connaissez des sites web de qualité traitant du thème abordé ici, merci de compléter l'article en donnant les références utiles à sa vérifiabilité et en les liant à la section « Notes et références ».
Maillots
La Majd sportive de Sidi Bouzid (arabe : المجد الرياضي بسيدي بوزيد), plus couramment abrégé en MS de Sidi Bouzid, est un club tunisien de football féminin fondé en 2010 et basé dans la ville de Sidi Bouzid.
À l'issue de la saison 2013-2014, le club est sacré champion de deuxième division et promu en première division.

## Palmarès
- Coupe de l'UNFT (1)
  - Vainqueur : 2017
- Coupe de la Ligue
  - Finaliste : 2016 et 2023